# فلسفه آلمانی

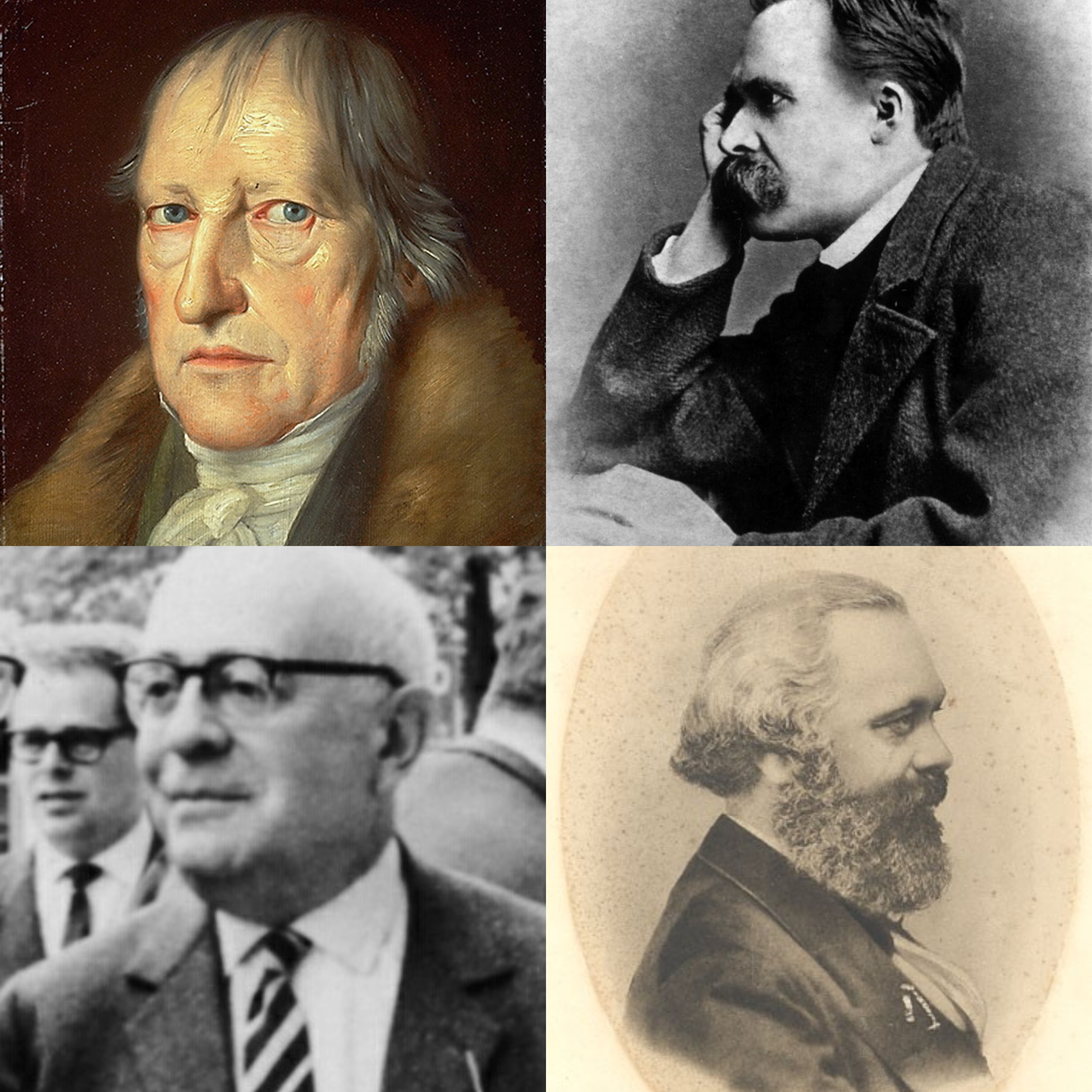
راست به چپ، بالا به پایین: نیچه، هگل، مارکس، آدورنو.

برداشت و نگرش حاصل از عبارت «فلسفه آلمانی» به معنای فلسفه در زبان آلمانی یا فلسفهٔ آلمانی‌ها است، بسیار متنوع بوده و در سنت‌های تحلیلی و قاره‌ای برای سده‌ها، از گوتفرید لایبنیتس، ایمانوئل کانت تا فیلسوفان معاصری مانند هگل، آرتور شوپنهاور، کارل مارکس، فردریش نیچه، مارتین هایدگر و لودویگ ویتگنشتاین بنیادین بوده‌است. سورن کیرکگارد، فیلسوف دانمارکی، به دلیل تعامل گسترده‌اش با متفکران آلمانی، غالباً در بررسی‌های فلسفی جزو فلسفهٔ آلمانی قرار می‌گیرد.

## سده‌های میانه

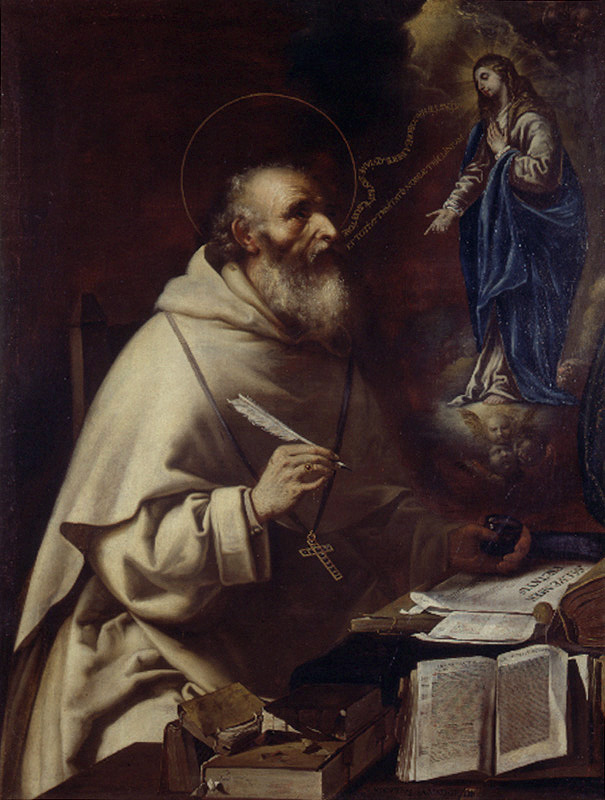
آلبرتوس ماگنوس

آلبرتوس ماگنوس در آثار خویش پیرامون موضوعات متنوعی از علم و فلسفه سخن گفته است.

## قرن ۱۷ میلادی
یاکوب بوهمه (۱۶۲۴–۱۵۷۵)، این فیلسوفِ لوتِری و مؤسس تئوسوفی مسیحی، بر شخصیت‌های کلیدی فلسفهٔ آلمانی همچون شیلینگ و هگل که خویش را «نخستین فیلسوف آلمانی» می‌نامید، تأثیر گذاشت.

### لایبنیتس

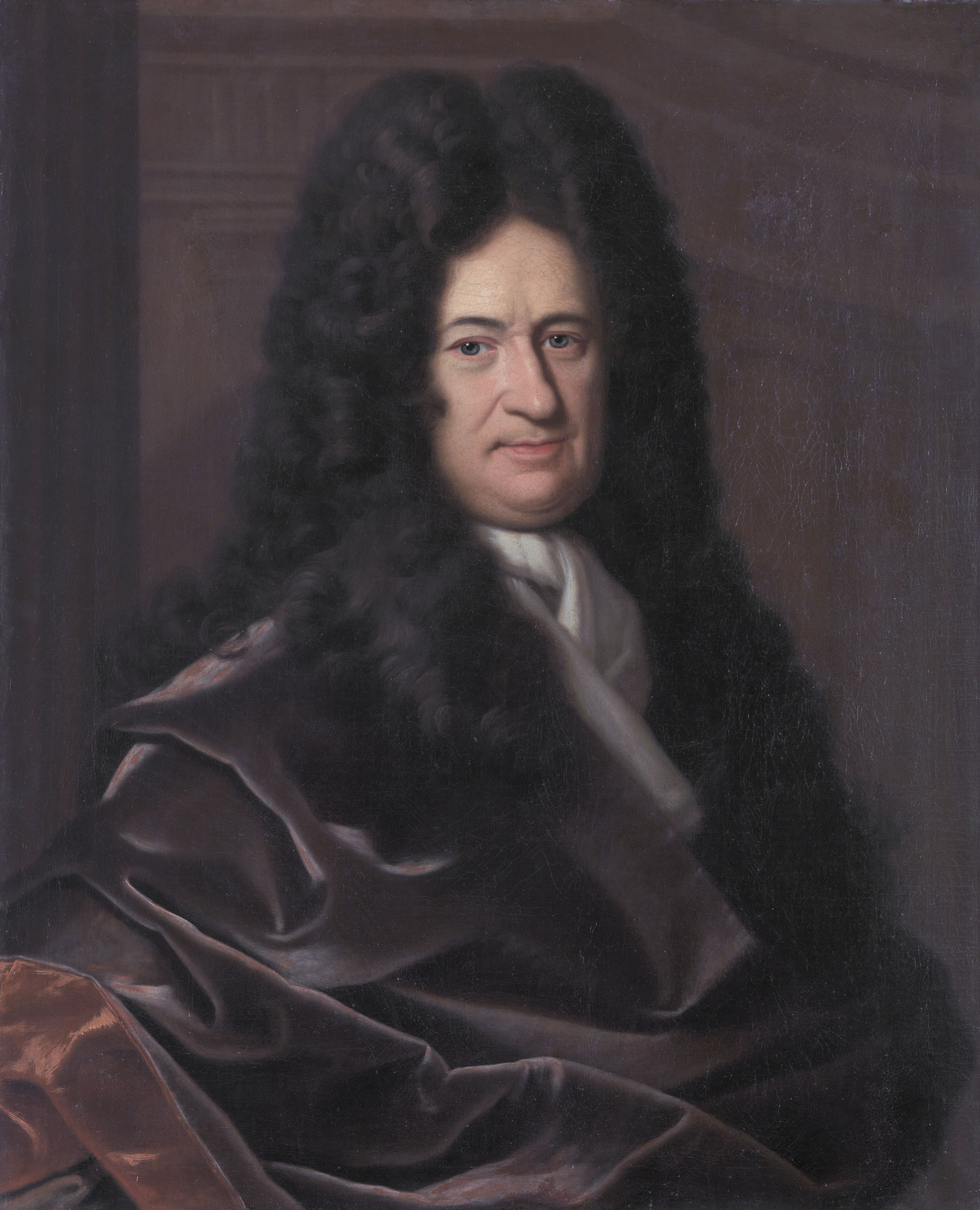
لایبنیتس

گوتفرید ویلهلم لایبنیتس (۱۶۴۶–۱۷۱۶) هم فیلسوف و هم ریاضیدان بود که عمدتاً به زبان‌های لاتین و فرانسوی می‌نوشت. او در کنار رنه دکارت و باروخ اسپینوزا، یکی از سه هوادار بزرگِ خردگرایی در قرن هفدهم بود. او همچنین به منطق مدرن و فلسفه تحلیلی می‌پرداخت. اما فلسفه او جزو سنت مکتبی است که در آن نتیجه‌گیری‌ها با به‌کاربردن دلیل بر اصول اولیه یا تعاریف پیشینی به جای شواهد تجربی به دست می‌آیند.

لایب‌نیتس به خاطر خوش‌بینی‌اش مشهور است. تئودیسه‌ی او سعی می‌کند نقص‌های ظاهری جهان را با ادعای بهینه‌بودن آن در میان همهٔ جهان‌های ممکن توجیه کند. 
این باید بهترین و متعادل‌ترین جهان ممکن باشدچون خدایی قدرت‌مند و دانا آن را آفریده‌است؛ اگر آفرینش دنیای بهتری ممکن بود، همان را می‌ساخت و این جهان ناقص را نمی‌ساخت.
در واقع، عیوب ظاهری که می‌توان در این جهان شناسایی کرد، باید در هر دنیای ممکنی وجود داشته باشند.
چون در غیر این صورت خدا انتخاب می‌کرد ک بی‌نقص‌تر را بی را بیذف کند.
لایب نیتس همچنین به دلیل نظریهٔ مونادها که در منادولوژی ارائه شده‌است، شناخته شده. مونادها برای قلمرو متافیزیکی همان چیزی هستند که اتم‌ها برای حوزهٔ فیزیکی/پدیداری هستند. همچنین می‌توان آنها را با مجموعه‌های فلسفهٔ مکانیکیِ رنه دکارت و دیگران مقایسه کرد. مونادها عناصر نهایی جهان هستند. مونادها «اشکال اساسی وجود» با ویژگی‌های زیر هستند: ابدی، تجزیه‌ناپذیر، فردی، تابع قوانین خود، غیر متقابل و هر یک کل جهان را در هماهنگیِ از پیش تعیین‌شده منعکس می‌کنند (که یک نمونه مهم تاریخی از همه‌جان‌انگاری است) مونادها مراکز نیرو هستند. جوهره، نیرو است، در حالی که فضا، ماده و حرکت صرفاً خارق‌العاده هستند.

## قرن ۱۸ میلادی

### ولف
کریستیان ولف (۱۶۸۹–۱۷۵۴) برجسته‌ترین فیلسوف آلمانی در میان لایبنیتس و کانت بود. دستاورد اصلی او یک اثر کاملِ تقریباً در موردِ همه‌یِ موضوعاتِ علمیِ زمانِ خود بود که بر اساس روش ریاضیِ قیاسی و برهانی او به نمایش درآمد و آشکار شد که شاید نشان دهنده اوج عقلانیتِ روشنگری در آلمان باشد.
او یکی از نخستین کسانی بود که از زبان آلمانی به عنوان زبان آموزش و تحقیق علمی استفاده کرد. اگرچه به زبان لاتین نیز می‌نوشت تا مخاطبان بین‌المللی بتوانند او را بخوانند. او که یکی از بنیان‌گذاران رشته‌های دیگر مانند اقتصاد و مدیریت دولتی به عنوان رشته‌های دانشگاهی بود. او در این زمینه متمرکز بود و در مورد مسائل عملی به افراد در دولت مشاوره داد و بر ماهیت حرفه‌ای تحصیلات دانشگاهی تأکید کرد.

### کانت

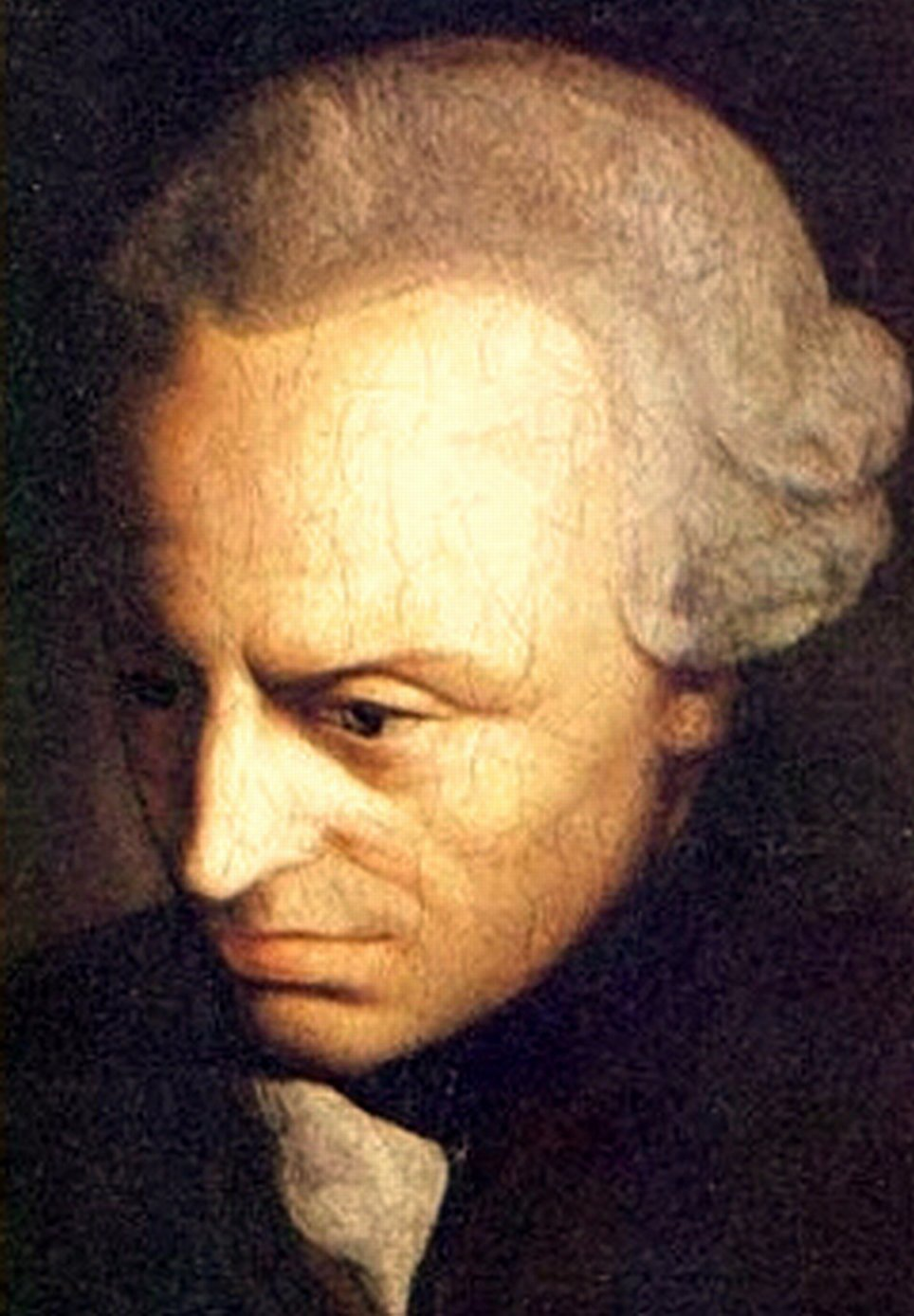
امانوئل کانت

در ۱۷۸۱، امانوئل کانت (۱۷۲۴–۱۸۰۴) نقد عقل محض خود را منتشر کرد که در آن کوشیده بود تا با استفاده از عقل مستقل از هر تجربه مشخص کند که ما چه چیزهایی را می‌توانیم و نمی‌توانیم بدانیم. به‌طور خلاصه، او به این نتیجه رسید که ما می‌توانیم با تجربه، دنیای بیرونی را بشناسیم اما آنچه می‌توانیم در مورد آن بدانیم محدود به شرایط محدودی است که ذهن می‌تواند در آن بیندیشد: اگر بتوانیم چیزها را فقط بر حسب علت و. اثر درک کنیم، آن وقت ما فقط می‌توانیم رابطهٔ علت و معلولی را بشناسیم؛ بنابراین می‌توانیم شکل تمام تجربهٔ ممکن را مستقل از همه تجربه‌ها بشناسیم اما هرگز نمی‌توانیم جهان را از «مقام ناکجا» (بیرون از جهان) بشناسیم و بنابراین هرگز نمی‌توانیم جهان را از طریق دلیل و تجربه طور کامل بشناسیم.
امانوئل کانت از زمان انتشار کتاب‌اش، یکی از بزرگ‌ترین تأثیرگذاران در تمام فلسفه غرب به حساب می‌آید. در اواخر قرن ۱۸ و اوایل قرن ۱۹، یکی از خطوط تأثیر مستقیم کانت، ایدئالیسم آلمانی است.

## قرن ۱۹ میلادی

### ایدئالیسم آلمانی
ایدئالیسم آلمانی یک جنبش فلسفی بود که در پایان قرن ۱۸ و آغاز قرن ۱۹ در آلمان پدیدار شد. این جنبش برگرفته از آثار امانوئل کانت در دهه‌های ۱۷۸۰ و ۱۷۹۰ بود. همچنین با رمانتیسم و هم با سیاست‌های انقلابی روشنگری ارتباط داشت.
برجسته‌ترین ایدئالیست‌های آلمانی علاوه بر کانت، یوهان گوتلیب فیشته(۱۷۹۲–۱۸۱۵)، شلینگ(۱۷۷۵–۱۸۵۴) و هگل (۱۷۷۰–۱۸۳۱) بودند.(هگل از فیلسوفان تأثیرگذار سدهٔ پیشین آلمان نیز بود) فردریش هلدرلین(۱۷۷۰–۱۸۴۳)، نوالیس( ۱۷۷۲–۱۸۰۱)، کارل ویلهلم فردریش شلگل (۱۷۷۲–۱۸۲۹)، آگوست لودویگ هولسن، فردریش هاینریش یاکوبی، گوتلوب ارنست شولزه، کارل لئونهارد راینهولد، سالومون میمون، فریدریش شلایرماخر و آرتور شوپنهاور نیز مشارکت‌های عمده‌ای داشتند.

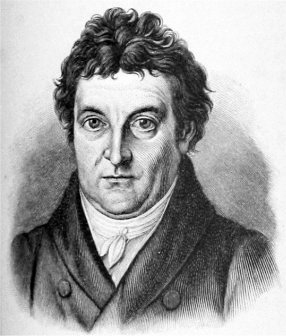
یوهان گوتلیب فیشته (۱۷۶۲-۱۸۱۴)
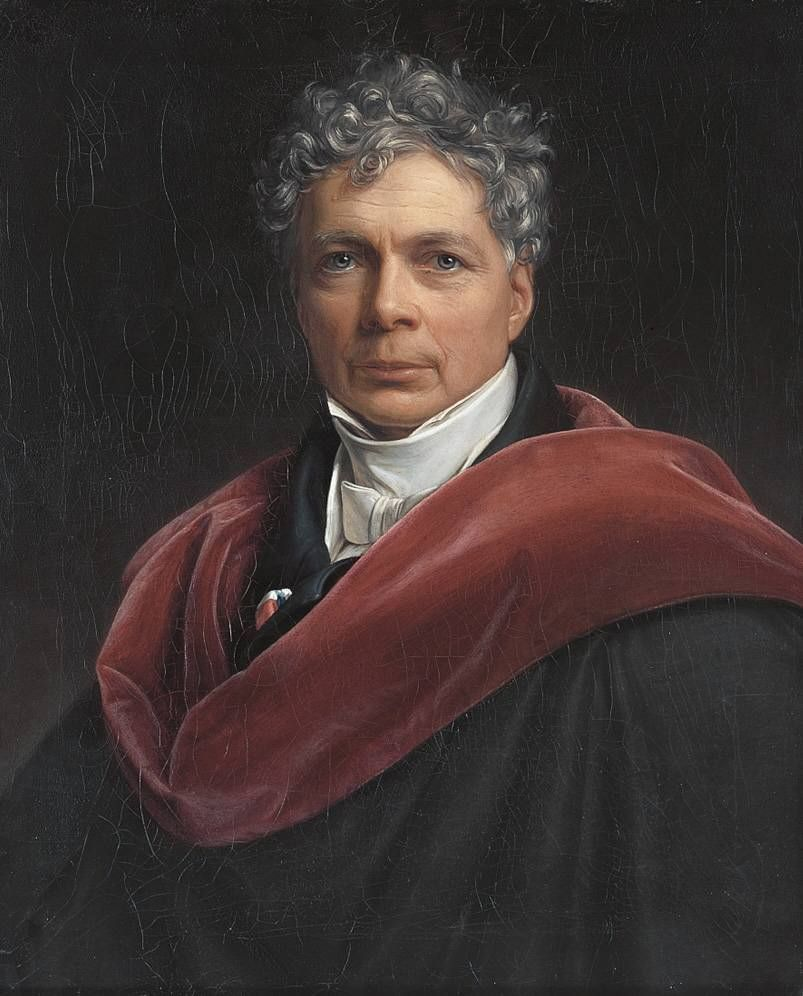
فریدریش ویلهلم یوزف شلینگ (۱۷۷۵-۱۸۵۴)
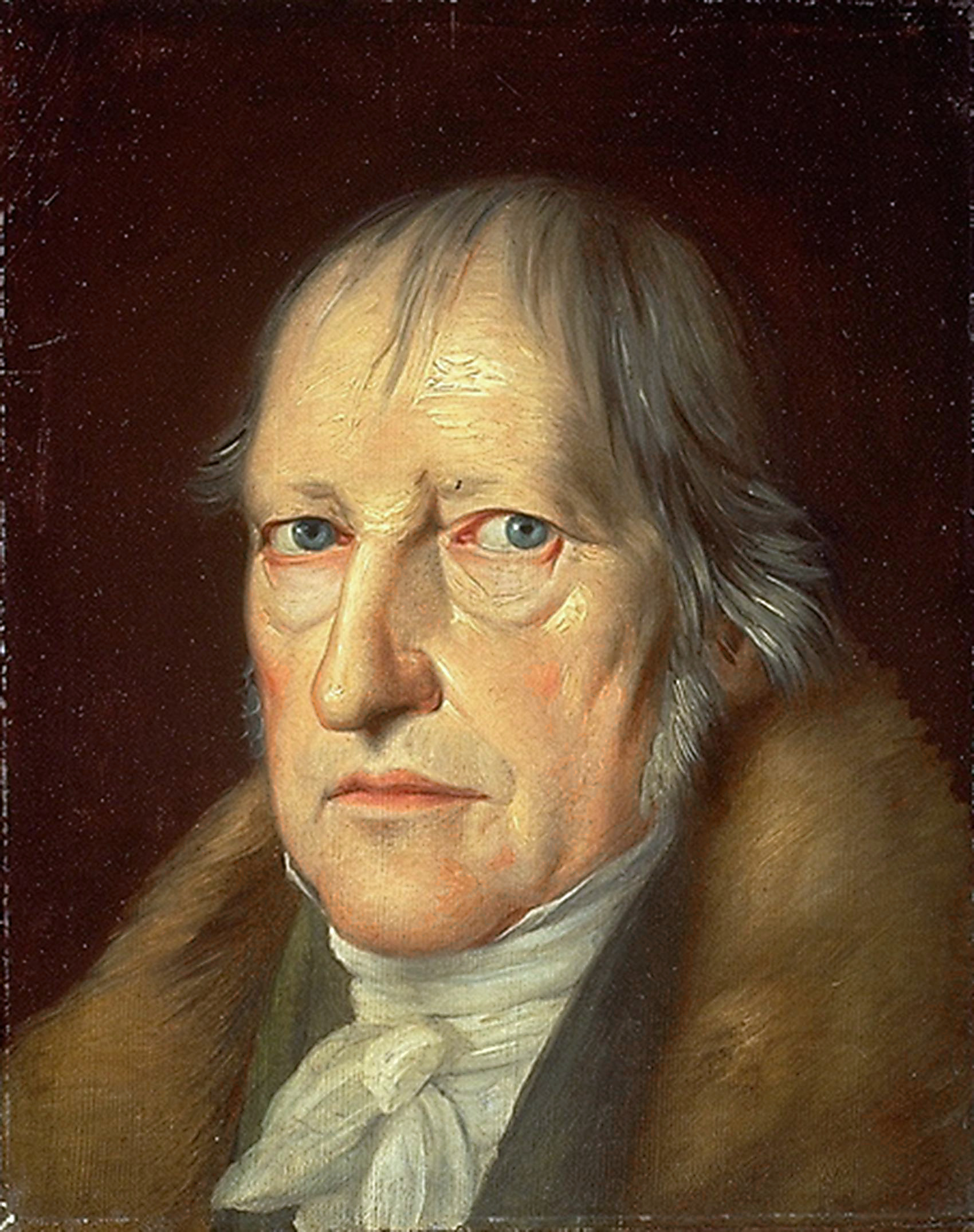
هگل
(۱۷۷۰-۱۸۳۱)

### فیشته
یوهان گوتلیب فیشته به عنوان ایده‌آل‌گرایِ ذهنی (Subjective Idealism)، اصل «قائم به ذاتِ (خودبسندهٔ)» کانت را رد کرد. نقطهْ عزیمت فلسفه‌اش را «منِ» مطلقی معرفی کرد که جهان را با تمام قوانینش می‌سازد. او فعالیت «من» را فعالیتِ اندیشه در مسیر خودآگاهی می‌دانست. فیشته قائل به اختیار، خدا و نامیراییِ روح بود. او در قانون، یکی از تظاهرات «من» را می‌دید.
فیشته در دفاع از حاکمیت ملی آلمانی‌ها در برابر ناپلئون، افزون بر سخنان مترقی از شعارهای شوونیستی‌ای مخصوصاً در اثرش «Addresses to the German Nation» (۱۸۰۸) بهره گرفته که باعث می‌شود او را از نخستین بنیانگذاران ناسیونالیسم مدرن آلمانی بدانند.

### شلینگ
فریدریش ویلهلم یوزف شلینگ اگرچه در ابتدا پیرو ایده‌های فیشته بود اما در ادامه، نظام فلسفی خویش را عرضه کرد. او استدلال می‌کرد که طبیعت، هوشیاری، عینیت و ذهنیت با «مطلق» منطبق اند. او فلسفه‌اش را «فلسفهٔ هویت» نامید.
او در فلسفه طبیعی خود را بر آن واداشت تا روح مطلق و نامتناهی که در ماهیت مشاهده‌پذیرِ تجربی نفهته است را بشناسد. براساس آراءِ شلینگ، اساس علم طبیعت منحصراً بر «خردورزی» (reason) استوار است که دلایلِ نامشروطِ (unconditioned cause) تولیدکنندهٔ تمامی پدیده‌های طبیعی را آشکار می‌سازد. او «مطلق» را آغاز تواناییِ خودشکوفایی (self-development) از طریق تضادها می‌دانست. از این منظر، فلسفهٔ شلینگ در برخی ویژگی‌ها با دیالکتیک ایده‌آل‌گرایان اشتراکاتی دارد. او در حدود ۱۸۰۰، به هنر نقش ویژه‌ای بخشید که در آن، «واقعیتِ والاتر» درک می‌شود. او هنر را نوعی مکاشفه می‌نامید. هنرمند در نظر او کسی بود که در ناخودآگاهش چیزی تولید می‌کند.
برای فشیته، شهود یا به تعبیر خودش «تأمل درونی» (inner contemplation)، منشأ آفرینش و خلاقیت بود. فلسفهٔ او در ادامه به یک فلسفهٔ عرفانی (Mysterienlehre) گرایش پیدا کرد. فریدریش ویلهلم چهارم، پادشاهِ پروس، او را به دانشگاه هومبولت برلین دعوت کرد تا با ایده‌های محبوبِ آن زمانِ هگلی‌های جوانِ چپِ لیبرال مبارزه کند. در این دوره بود که شلینگ فلسفهٔ عرفانی خود با نام «فلسفهٔ رستگاری» را ابداع کرد.

### کارل مارکس و هگلی‌های جوان

#### فلسفه هگل
هگل در طول سدهٔ نوزدهم بسیار تأثیرگذار بود. به گفته برتراند راسل، تا پایان این سده: «فیلسوفان برجستهٔ دانشگاهی، هم در آمریکا و هم در بریتانیا، عمدتاً هگلی بودند». اما تأثیر او در فلسفه معاصر، بیشتر در فلسفه قاره‌ای ادامه یافته‌است.

#### هگلی‌های جوان
هگلیان جوان از این ایدهٔ هگل بهره گرفتند که هدف و وعدهٔ تاریخ، نفی کامل هر چیزی است که به محدود کردن آزادی و عقل کمک می‌کند. و آنها به نقدهای رادیکال، ابتدا از مذهب و سپس از سامانهٔ سیاسی پروس پرداختند. آنان به دلیل دیدگاه‌های افراطیِ خود در مورد دین و جامعه محبوبیتی نداشتند. آنان احساس‌کردند که اعتقاد ظاهریِ هگل به پایانِ تاریخ با جنبه‌های دیگرِ اندیشهٔ او در تضاد است و بر خلاف اندیشه‌های بعدی‌اش، دیالکتیک، قطعاً کامل نیست. این احساس‌شان با توجه به غیرمنطقی بودن باورهای مذهبی و فقدان تجربی آزادی‌ها (به ویژه آزادی‌های سیاسی و مذهبی) در جامعه کنونی پروس پررنگ می‌شد. آنها جنبه‌های پادآرمان‌شهرانهٔ اندیشهٔ هگل که «هگلیان قدیم» به این معنا تفسیر کرده‌اند که جهان اساساً به کمال رسیده‌است را رد کردند. آنها لودویگ فویرباخ (۷۲–۱۸۰۴)، دیوید اشتراوس (۷۴–۱۸۰۸)، برونو بائر (۸۲–۱۸۰۹) و ماکس استیرنر (۵۶–۱۸۰۶) و آرای‌شان را رد کردند.
کارل مارکس(۸۳–۱۸۱۸) اغلب در جلسه‌های آن‌ها شرکت می‌کرد. او به هگلیسم، سوسیالیسم فرانسوی و نظریه اقتصادی بریتانیا علاقه‌مند شد. او این سه مورد را به یک اثر اساسی اقتصاد به نام سرمایه‌داری تبدیل کرد که شامل بررسی اقتصادی انتقادی سرمایه‌داری بود. مارکسیسم به یکی از نیروهای اصلی تاریخ جهان قرن بیستم تبدیل شد.
توجه به این نکته مهم است که گروه‌ها به اندازه‌ای که برچسب‌های «راست» و «چپ» بهشان می‌چسبید از این مسئله آگاه نبودند. برای مثال، اصطلاح «هگلی راست» هرگز توسط کسانی که بعداً به آنها نسبت داده شد، استفاده نمی‌شد. (این اصطلاح برای اولین بار توسط دیوید اشتراوس برای توصیف برونو بائر که در واقع یک «چپ» یا جوان هگلی بود استفاده شد)

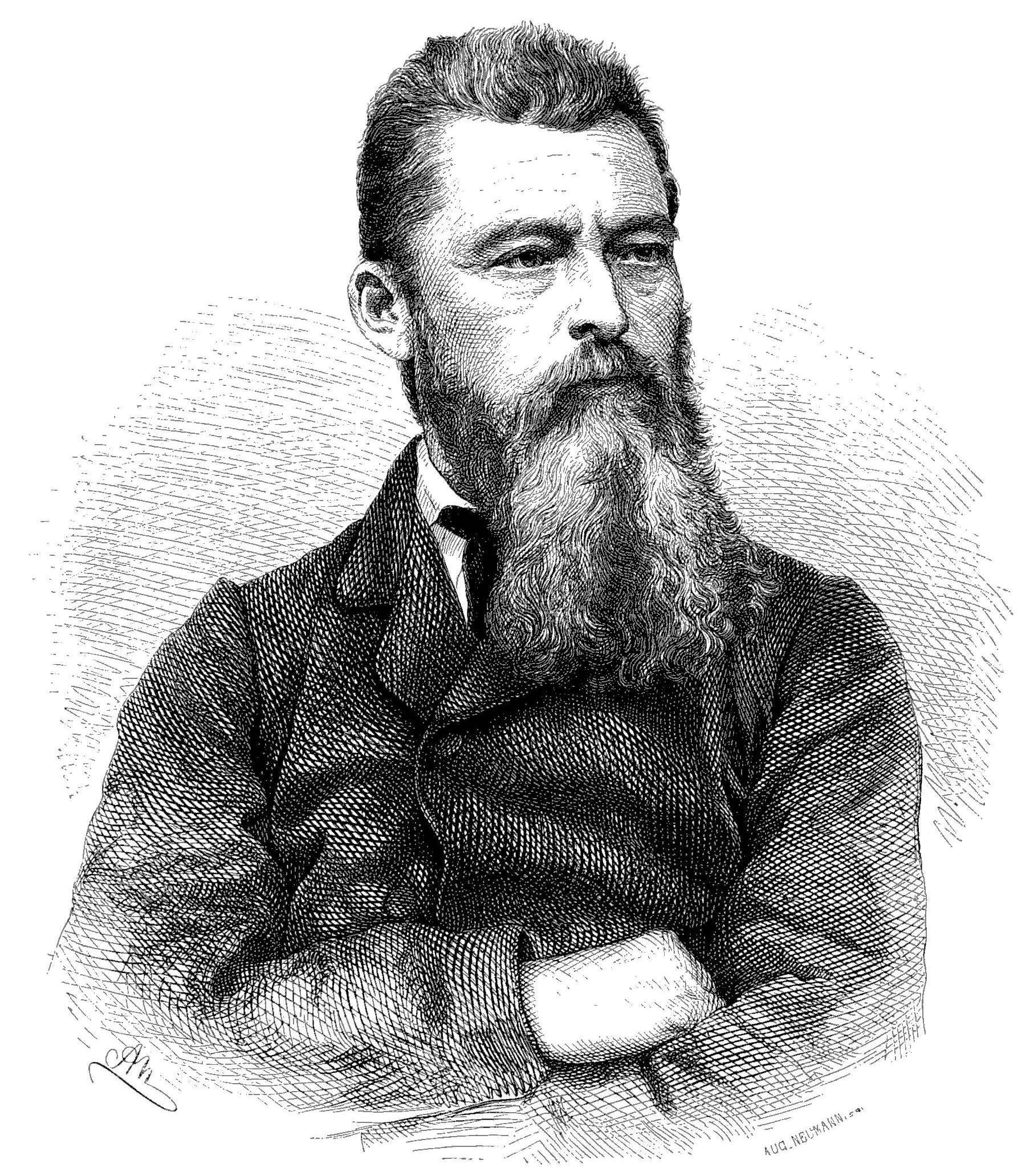
لودویگ فویرباخ(۱۸۰۴–۷۲)
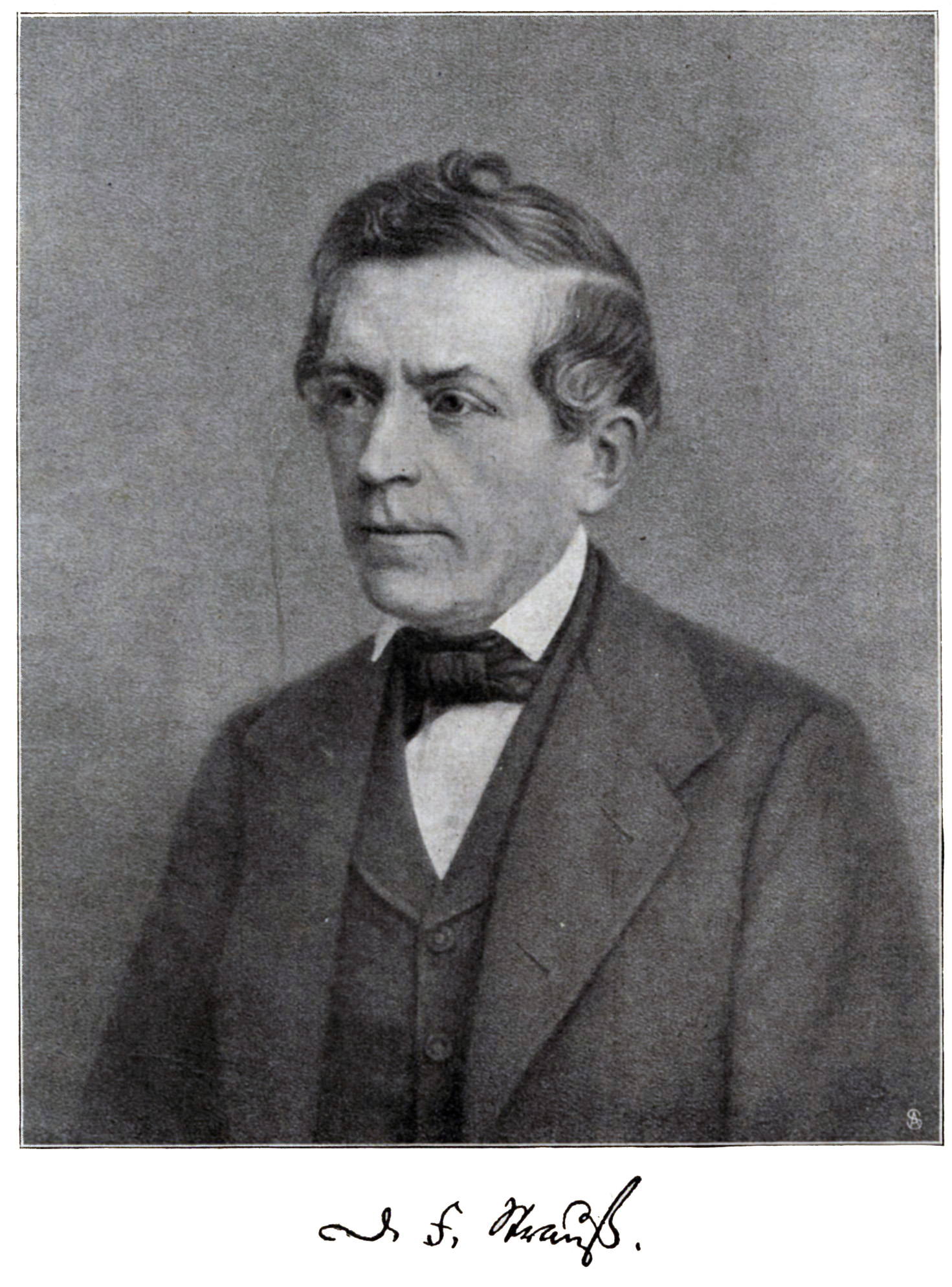
داوید اشتراوس (۱۸۰۸–۷۴)
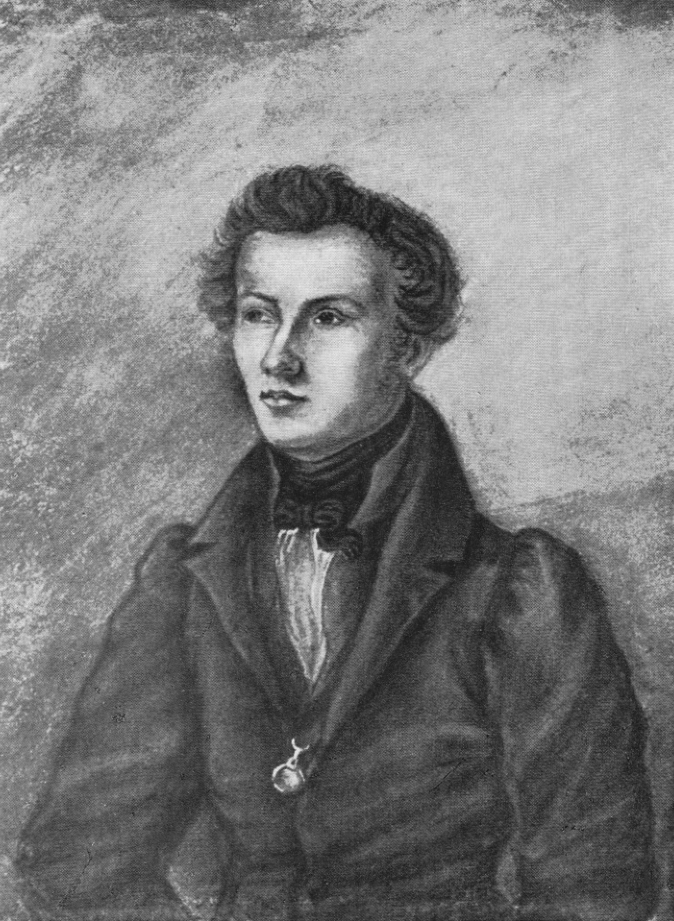
برونو باور (۱۸۰۹–۸۲)
ماکس اشتیرنر (۱۸۰۶–۵۶)
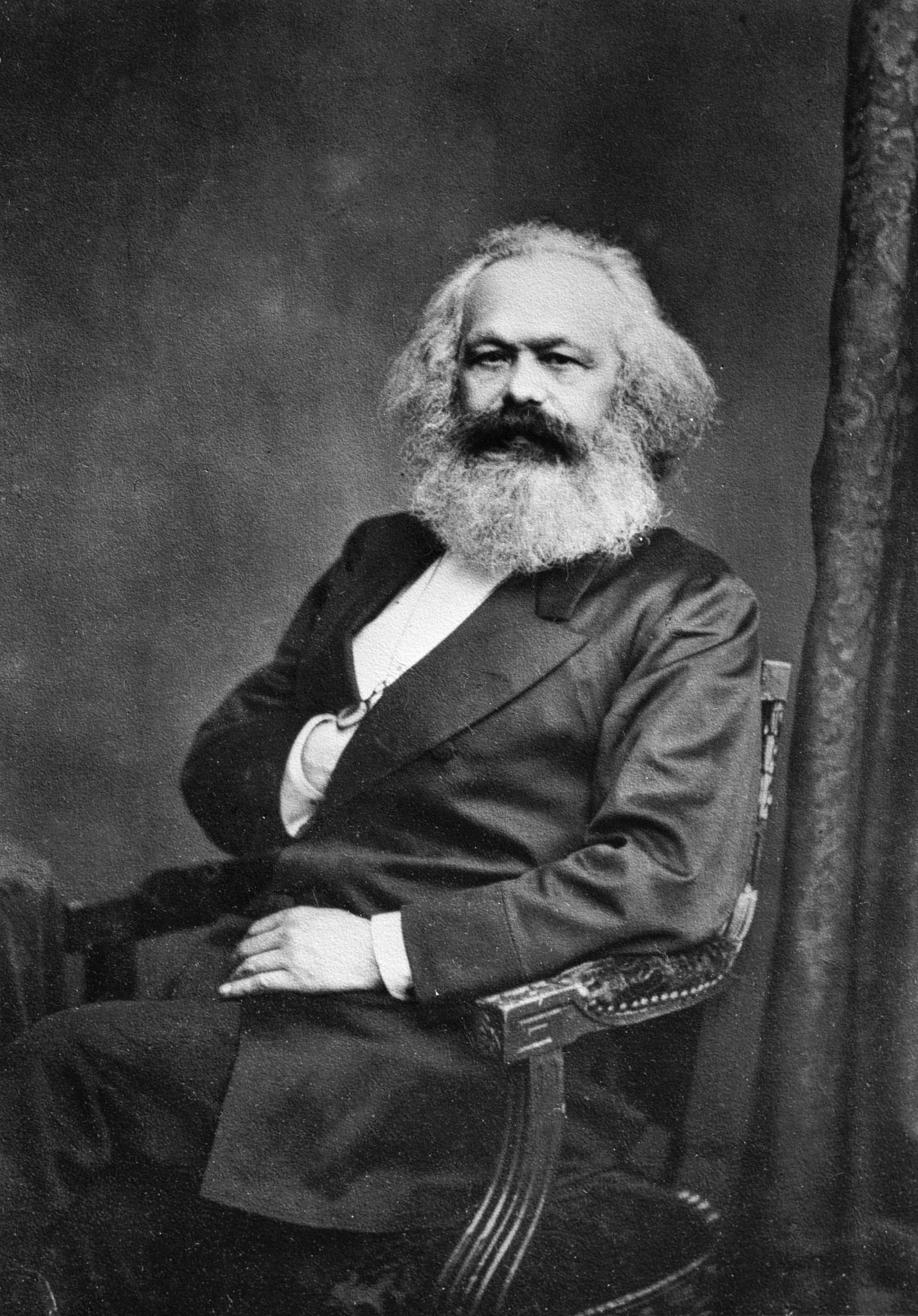
کارل مارکس
(۱۸۱۸–۸۳)